# Fritz Klotzsch
Friedrich Wilhelm Klotzsch (* 16. Mai 1896 in Berlin; † 9. Januar 1971 ebenda) war ein deutscher Aufnahmeleiter und Filmproduzent.

## Leben
Von 1917 bis 1920 als Schauspieler tätig, gelangte er 1920 zur Filmgesellschaft Münchner Lichtspielkunst, wo er drei Jahre als Aufnahmeleiter arbeitete. 1933 wurde er zum Produktions- und Herstellungsleiter der Cine-Allianz Tonfilm ernannt.
Im Februar 1938 gründete er gemeinsam mit Erich Walter Herbell und Hans Schweikart die Bavaria Filmkunst GmbH in Geiselgasteig. 1940 wurde er Herstellungs- und 1942 Herstellungsgruppenleiter bei der Tobis. In seinen verschiedenen Funktionen war Klotzsch an der Entstehung zahlreicher Produktionen in der Zeit des Nationalsozialismus beteiligt.
Nach Kriegsende trat er 1949 in die Dienste der DEFA, arbeitete dann aber seit Beginn der 1950er Jahre ausschließlich für bundesdeutsche Filmfirmen. 1954 gründete er zusammen mit Robert A. Stemmle die Maxim-Film, seit 1956 war er Geschäftsführer der Uni-Film. Zuletzt war er als Herstellungsleiter der Rialto für die Entstehung mehrerer Edgar-Wallace-Filme mitverantwortlich.

## Filmografie
| - 1921: Die Trommeln Asiens - 1922: Man soll es nicht für möglich halten oder Maciste und die Javanerin - 1923: Maciste und die chinesische Truhe - 1924: Gehetzte Menschen - 1925: Zur Chronik von Grieshuus - 1925: Schicksal - 1926: Schatz, mach’ Kasse - 1927: Die Czardasfürstin - 1927: Die Spielerin - 1927: Die raffinierteste Frau Berlins - 1927: Was die Kinder ihren Eltern verschweigen - 1928: Die Dame in Schwarz - 1928: Wolga-Wolga - 1929: Napoleon auf St. Helena - 1929: Das Erlebnis einer Nacht - 1931: Nie wieder Liebe - 1932: Der Orlow - 1933: Ein Lied für Dich - 1933: Ihre Durchlaucht, die Verkäuferin - 1933: Der Judas von Tirol - 1934: Die Reise ins Glück - 1934: So endete eine Liebe - 1934: Mein Herz ruft nach dir - 1934: Die englische Heirat - 1934: Der ewige Traum - 1934: Die Abschieds-Symphonie - 1935: Ich liebe alle Frauen - 1935: Der Student von Prag - 1935: Mazurka - 1935: Die blonde Carmen - 1936: Ein Hochzeitstraum - 1936: Allotria - 1937: Der zerbrochene Krug - 1938: Der Maulkorb - 1940: Friedrich Schiller – Triumph eines Genies - 1941: Ohm Krüger - 1941: Menschen im Sturm - 1942: Weiße Wäsche - 1942: Die Entlassung - 1942: Meine Frau Teresa | - 1943: Tolle Nacht - 1943: Altes Herz wird wieder jung - 1943: Ein glücklicher Mensch - 1943/44: Eine kleine Sommermelodie (UA: 1982) - 1944: Das Konzert - 1944/48: Das kleine Hofkonzert - 1944/52: Das Mädchen Juanita - 1945: Der Erbförster - 1949: Unser täglich Brot - 1950: Das kalte Herz - 1952: Die Spur führt nach Berlin - 1952: Der Fürst von Pappenheim - 1953: Die geschiedene Frau - 1954: Schützenliesel - 1954: Das ideale Brautpaar - 1954: Clivia - 1955: Die Försterbuben - 1955: Liebe ohne Illusion - 1956: Uns gefällt die Welt - 1957: Liebe, Jazz und Übermut - 1957: … und die Liebe lacht dazu - 1957: Einmal eine große Dame sein - 1959: Marili - 1960: Heldinnen - 1962: Das Rätsel der roten Orchidee - 1962: Das Gasthaus an der Themse - 1962: Ich bin auch nur eine Frau - 1963: Der Zinker - 1964: Der Hexer - 1965: Neues vom Hexer - 1966: Der Bucklige von Soho - 1967: Der Mönch mit der Peitsche - 1967: Die blaue Hand - 1968: Zum Teufel mit der Penne - 1968: Im Banne des Unheimlichen - 1968: Der Gorilla von Soho - 1969: Der Mann mit dem Glasauge - 1969: Dr. med. Fabian – Lachen ist die beste Medizin - 1970: Die Herren mit der weißen Weste - 1970: Die Feuerzangenbowle |